# Horquilla beta

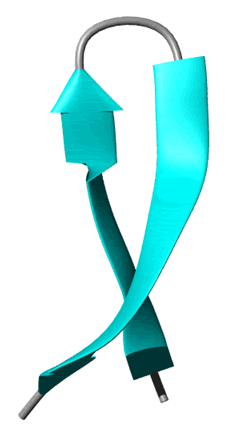
Representación de una horquilla beta.

La horquilla beta (o unidad beta-beta) es el motivo de estructura secundaria de proteínas más simple, en donde participan dos láminas beta que se parecen a una horquilla. El motivo consta de dos láminas que se encuentran adyacentes en la estructura primaria en una estructura orientada de forma antiparalela (en el que el extremo N-terminal de una hoja es adyacente al extremo C-terminal de la próxima) y vinculados por una corta secuencia de dos a cinco aminoácidos. La horquilla beta puede ocurrir en forma aislada o como parte de una serie de láminas en régimen de enlaces de hidrógeno que, en conjunto, componen una hoja beta.
Algunos investigadores han utilizado la RMN de proteínas para demostrar que las horquillas beta pueden formarse a partir de cadenas cortas de péptidos aislados en solución acuosa, lo que sugiere que estas horquillas podrían formar sitios de nucleación para el plegado de proteínas.